# アットホーム・ロマンス
『アットホーム・ロマンス』は風華チルヲによる4コマ漫画。『まんがタイムきららキャラット』（芳文社）において2006年から2009年まで連載。母親に執着する極度のマザコン少年と、彼に一方的な愛情を注ぐブラコンの姉を中心にしたテンションの高い変態ギャグ漫画。緩い展開の多い萌え系4コマ誌の中においてひときわ異彩を放つ作品であった。

## 概要
守村家は危機にあった。かねてからの竜太朗のマザコンぶりに加え、父親の勇が道場経営に失敗してすっかり自信喪失したダメ人間に成り下がっていた。母親の明美は2人にしっかりしてもらうため、あえて家出することを選択した。竜太朗を溺愛する姉の暁子を残して。止める者がいなくなった守村家で、出口のない不毛な三角関係コメディが始まる。
『まんがタイムきららキャラット』2006年7月号から連載開始。作者の初単行本化作品になる。
登場人物の多くが近親者に度を越した愛情を抱く性癖の持ち主で、また彼らはそれを恥じるどころかむしろ誇らしげであり、自然と互いの変態ぶりを競い合う流れになりやすい。扱う題材が題材であるだけに、単なる成年向けを通り越したマニアックなネタが多々登場するが、基本的にはギャグであり、漫画表現としては成年向け要素はない。
過激なギャグや家族への過剰な愛情を軸にしながらも、互いが互いを思い合うがゆえの葛藤や、あたたかさが根底に描かれており、家族や友人たちの絆はおせっかいなくらいに強く情にあふれている。
ブラコン声優で知られる河原木志穂に影響を受けたと、作者の風華チルヲは自身のブログで告白しており、その関係で単行本2巻の帯には、河原木が「弟のトランクスを穿くのは当然」「弟のことを舐めてもいいくらい好き」などの推薦文を、最終巻である3巻では巻末解説をそれぞれ書いている。またカバー下企画では、みなとそふとのタカヒロが『君が主で執事が俺で』に登場する上杉美鳩が姉の暁子の相談に答える「Dr上杉のブラコンクリニック」と言うコーナーを執筆している。作者自身が両人のファンである。
4コマのトピックのタイトルがヴィジュアル系バンドの楽曲から引用されていることが多く、作者の趣味を反映している。

## 登場人物
守村竜太朗（もりむら りゅうたろう）
マザコン少年。高校生。母親に対して異常な思慕の念を抱く。姉に対しては普通の家族としての愛情以上のものはなく、姉からの露骨な誘いにも全く興味を示さない。
守村暁子（もりむら あきこ）
竜太朗の姉。高校生。不器用なスロートーカー。竜太朗を愛するあまり常軌を逸した手段で竜太朗の気を引こうと努力を続けるが、基本的には報われない。初期のクールな立ち居振る舞いからどんどんエスカレートし、全裸で添い寝、一緒にお風呂などの変態行為を日常茶飯事にこなすようになる。
守村明美（もりむら あけみ）
竜太朗の母。16歳のときに勇と駆け落ちをした若い母親。夫の勤労意欲の低さと竜太朗のマザコンを直すため一念発起し、第1話で家出して実家に帰った。そのため本人としてより、竜太朗の妄想として登場する事の方が多い。
守村勇（もりむら いさお）
竜太朗の父。スキンヘッドのプロレスラー。かつてはガスマスクマンの名前で鳴らした悪役マスクマンだった。道場の経営に失敗し、無職。父親としての威厳に欠け、息子の竜太朗とも明美の取り合いという同レベルで争う始末である。
橘京子（たちばな きょうこ）
暁子のクラスメート。ブラコンだが暁子とは違い、弟をサディスティックに苛めて喜びを感じるタイプ。内心では弟の慎之介に優しくしたいと思っているが、慎之介の欲望につい応えていじめてしまう。
橘慎之介（たちばな しんのすけ）
竜太朗のクラスメート。京子の弟。シスコンで、姉の性癖に順応したマゾヒスト。暁子にも憧れている。
長瀬奈津子（ながせ なつこ）
竜太朗のクラスメート。眼鏡っ娘。冷静な常識人で突っ込み役。自分におせっかいを焼いてくる竜太郎に対して好意を抱くようになる。
柴田由紀（しばた ゆき）
竜太朗のクラスメート。父子家庭で母親役を全うする世話好きな少女。自身はノーマルだが、弁護士でもある父親は娘の由紀に過度の愛情を抱いており、弟はシスコン志願者である。竜太朗は世話好きな彼女の中に母性を垣間見てしまい、時々おかしくなる。

## 単行本
1. 2007年9月11日発行（2007年8月27日発売） ISBN 978-4-8322-7646-8
2. 2008年9月11日発行（2008年8月27日発売） ISBN 978-4-8322-7724-3
3. 2009年11月11日発行（2009年10月27日発売） ISBN 978-4-8322-7853-0